# Pseudorhipsalis acuminata
Pseudorhipsalis acuminata ist eine Pflanzenart in der Gattung Pseudorhipsalis aus der Familie der Kakteengewächse (Cactaceae). Das Artepitheton acuminata stammt aus dem Lateinischen, bedeutet ‚spitz‘ und verweist auf Form der Triebabschnitte der Art.

## Beschreibung
Pseudorhipsalis acuminata wächst epiphytisch oder manchmal lithophytisch und ist reich verzweigt. Die Triebe sind an der Basis auf einer Länge von bis zu 15 Zentimetern (und mehr) drehrund und weisen dort einen Durchmesser von 5 bis 8 Millimeter auf. Darüber sind die Triebe abgeflacht, linealisch bis lanzettlich und dünn. Dieser Abschnitt ist 15 bis 35 Zentimeter lang und 2 bis 6 Zentimeter breit. Der Rand ist im unteren Teil gekerbt, darüber gezähnt.
Die einzeln erscheinenden hellrosafarbenen Blüten sind 15 Millimeter lang und erreichen Durchmesser von bis zu 27 Millimeter. Die kugelförmigen rosa- bis hellmagentafarbenen Früchte erreichen einen Durchmesser von bis 8 Millimetern.

## Verbreitung, Systematik und Gefährdung
Pseudorhipsalis acuminata ist in Costa Rica in Höhenlagen von bis zu 1100 Metern verbreitet.
Die Erstbeschreibung wurde 1933 von Georg Cufodontis veröffentlicht. Nomenklatorische Synonyme sind Rhipsalis acuminata (Cufod.) Standl. (1938) und Disocactus acuminatus (Cufod.) Kimnach (1961). Taxonomische Synonyme sind Disocactus horichii Kimnach (1979) und Pseudorhipsalis horichii (Kimnach) Barthlott (1991).
In der Roten Liste gefährdeter Arten der IUCN wird die Art als „Near Threatened (NT)“, d. h. als gering gefährdet geführt.

## Nachweise